# Best on Earth
Best on Earth è un singolo del rapper statunitense Russ, pubblicato il 17 ottobre 2019 come quarto estratto dal quattordicesimo album in studio Shake the Snow Globe.

## Video musicale
Il videoclip ufficiale della canzone è stato reso disponibile il 5 novembre 2019.

## Tracce
1. Best on Earth – 2:40

## Classifiche
| Classifica (2020) | Posizione massima |
| ----------------- | ----------------- |
| Stati Uniti       | 46                |